# Волна Дьяконова — Фойгта

Треугольная призма, рассеивающая белый свет.

Волна Дьяконова — Фойгта (также известная как волна ДВ и поверхностная волна Дьяконова — Фойгта) представляет собой особый тип поверхностной электромагнитной световой волны, которая возникает в результате определённых манипуляций с кристаллами.

Этот тип поверхностной электромагнитной световой волны был обнаружен в 2019 году исследователями из Эдинбургского университета и Университета штата Пенсильвания, а его уникальные свойства были описаны на основе моделей, включающих уравнения, разработанные в середине 1800-х годов математиком и физиком Джеймсом Клерком Максвеллом.
Его первооткрыватели обнаружили, что волна возникает на границе определённого раздела природных или синтетических кристаллов и другого материала, такого как вода или масло. Было обнаружено, что такие DV-волны движутся в одном направлении и затухают по мере удаления от границы раздела. Другие типы таких поверхностных волн, такие как поверхностные волны Дьяконова (DSW), распространяются в нескольких направлениях и быстрее затухают. ДВ-волны затухают как «произведение линейной и экспоненциальной функции расстояния от границы раздела в анизотропной среде», но поля поверхностных волн Дьяконова затухают «только экспоненциально в анизотропной среде».

Соруководитель исследования Том Маккей отметил: 
«Волны Дьяконова — Фойгта представляют собой шаг вперед в нашем понимании того, как свет взаимодействует со сложными материалами, и открывают возможности для ряда технологических достижений».
Применения недавно обнаруженных волн могут включать усовершенствования биосенсоров для скрининга образцов крови и разработку волоконно-оптических схем, чтобы обеспечить лучшую передачу данных.
Эта волна теперь входит в класс исключительно поверхностных волн.